# ژاتتس (ناحیه ییهلاوا)
ژاتتس (به چکی: Žatec) یک منطقهٔ مسکونی در جمهوری چک است که در ناحیه ییهلاوا واقع شده‌است. ژاتتس ۳٫۱۶ کیلومتر مربع مساحت و ۱۰۷ نفر جمعیت دارد و ۵۳۴ متر بالاتر از سطح دریا واقع شده‌است.